# Omnium féminin (golf)
Pour les articles homonymes, voir Omnium féminin.
L'Omnium féminin du Canada, en anglais « Canadian Women's Open » et nommé CPKC Women's Open pour des raisons de sponsoring avec Canadien Pacifique et Kansas City Southern Railway, est un tournoi annuel canadien féminin de golf professionnel. Créé en 1973 et considéré comme le tournoi national du Canada, il a longtemps constitué l'un des tournois majeurs du circuit professionnel féminin du LPGA Tour de 1979 à 2000 et ne se déroule jamais au même endroit au Canada. Il reste depuis 2001 un tournoi inscrit au calendrier du LPGA Tour.
Le tournoi a été remporté par quelques-unes des plus grandes championnes de golf telles que JoAnne Carner, Amy Alcott, Pat Bradley, Laura Davies, Karrie Webb, Annika Sörenstam, Beth Daniel, Lorena Ochoa, Lydia Ko et Jin-young Ko. Les Canadiennes ayant remporté ce titre sont Jocelyne Bourassa (1973) et Brooke Henderson (2018).

## Le nommage du tournoi via des parrainages
Dès sa création, l’appellation du tournoi est lié à un sponsoring. L'édition inaugurale est nommée « La Canadienne », puis l'année suivante à 1983 le tournoi est nommé le « Classique Peter Jackson Classic » via une marque canadienne de cigarettes d'Imperial Tobacco Canada. La marque de cigarettes du Maurier lui succède de 1984 à 2000. En 2001, le sponsoring change de domaine pour les banques avec la Banque de Montréal puis à partir de 2006 le tournoi est lié à la compagnie de chemin de fer canadienne Canadien Pacifique (CP) qui fusionne en 2023 avec le Kansas City Southern Railway (KC) donnant l'accronyme « CPKC ».
- 1973-1973:  La Canadienne
- 1974-1983:  Classique Peter Jackson Classic
- 1984-1987: Classique du Maurier
- 1988-2000: Classique du Maurier Ltée, du Maurier Ltd
- 2001-2005: Bank of Montreal Canadian Women's Open
- 2001-2005: BMO Canadian Women's Open
- 2006-2013: CN Canadian Women's Open
- 2014-2017: Canadian Pacific Women's Open
- 2018-2022: CP Women's Open
- 2023-: CPKC Women's Open

## Palmarès

### Non Classé: Grand Chelem de golf
| année         | Vainqueur          | Nationalité | Score     | Lieu                             |
| ------------- | ------------------ | ----------- | --------- | -------------------------------- |
| La Canadienne |                    |             |           |                                  |
| 1973          | Jocelyne Bourassa  |             | 214 (-5)  | Montreal Municipal Golf Club     |
| 1974          | Carole Jo Callison |             | 208 (-11) | Candiac Golf Club                |
| 1975          | JoAnne Carner      |             | 214 (-5)  | St. George’s Golf & Country Club |
| 1976          | Donna Caponi       |             | 212 (-4)  | Cedar Brae Golf & Country Club   |
| 1977          | Judy Rankin        |             | 212 (-4)  | Lachute Golf Club                |
| 1978          | JoAnne Carner      |             | 278 (-14) | St. George’s Golf & Country Club |

### Classé: Grand Chelem de golf
| année                                             | Vainqueur             | Nationalité | Score     | Lieu                             |
| ------------------------------------------------- | --------------------- | ----------- | --------- | -------------------------------- |
| Classique Peter Jackson Classic                   |                       |             |           |                                  |
| 1979                                              | Amy Alcott            |             | 285 (-7)  | Richelieu Valley Golf Club       |
| 1980                                              | Pat Bradley           |             | 277 (-15) | St. George’s Golf & Country Club |
| 1981                                              | Jan Stephenson        |             | 278 (-10) | Summerlea Golf & Country Club    |
| 1982                                              | Sandra Haynie         |             | 280 (-8)  | St. George’s Golf & Country Club |
| 1983                                              | Hollis Stacy          |             | 277 (-11) | Beaconsfield Golf Club           |
| Classique du Maurier Classic                      |                       |             |           |                                  |
| 1984                                              | Juli Inkster          |             | 279 (-9)  | St. George’s Golf & Country Club |
| 1985                                              | Pat Bradley           |             | 278 (-10) | Beaconsfield Golf Club           |
| 1986                                              | Pat Bradley           |             | 276 (-12) | Board of Trade Country Club      |
| 1987                                              | Jody Rosenthal        |             | 272 (-16) | Islesmere Golf Club              |
| Classique du Maurier Ltée, du Maurier Ltd Classic |                       |             |           |                                  |
| 1988                                              | Sally Little          |             | 279 (-9)  | Vancouver Golf Club              |
| 1989                                              | Tammie Green          |             | 279 (-9)  | Beaconsfield Golf Club           |
| 1990                                              | Cathy Johnston-Forbes |             | 276 (-16) | Westmount Golf & Country Club    |
| 1991                                              | Nancy Scranton        |             | 279 (-9)  | Vancouver Golf Club              |
| 1992                                              | Sherri Steinhauer     |             | 277 (-11) | St. Charles Country Club         |
| 1993                                              | Brandie Burton        |             | 277 (-11) | London Hunt Club                 |
| 1994                                              | Martha Nause          |             | 279 (-9)  | Ottawa Hunt Club                 |
| 1995                                              | Jenny Lidback         |             | 280 (-8)  | Beaconsfield Golf Club           |
| 1996                                              | Laura Davies          |             | 277 (-11) | Edmonton Country Club            |
| 1997                                              | Colleen Walker        |             | 278 (-14) | Glen Abbey Golf Course           |
| Classique du Maurier Ltée, du Maurier Ltd Classic |                       |             |           |                                  |
| 1998                                              | Brandie Burton        |             | 270 (-18) | Essex Golf & Country Club        |
| 1999                                              | Karrie Webb           |             | 277 (-11) | Priddis Greens Golf Club         |
| 2000                                              | Meg Mallon            |             | 282 (-6)  | Royal Ottawa Golf Club           |

### Non Classé: Grand Chelem de golf
| année                                                            | Vainqueur          | Nationalité | Score     | Lieu                                             | Bourse (en $) | Bourse du vainqueur (en $) |
| ---------------------------------------------------------------- | ------------------ | ----------- | --------- | ------------------------------------------------ | ------------- | -------------------------- |
| Omnium canadien féminin BMO                                      |                    |             |           |                                                  |               |                            |
| 2001                                                             | Annika Sörenstam   |             | 272 (-16) | Angus Glen Golf Club (Markham, Ontario)          | 1 200 000     | 180 000                    |
| 2002                                                             | Meg Mallon         |             | 284 (-4)  | Summerlea Golf and Country Club (Montreal)       | 1 200 000     | 180 000                    |
| 2003                                                             | Beth Daniel        |             | 276 (-13) | Point Grey Golf & Country Club (Vancouver)       | 1 300 000     | 195 000                    |
| 2004                                                             | Meg Mallon         |             | 270 (-18) | Legends on the Niagara                           | 1 300 000     | 195 000                    |
| 2005                                                             | Meena Lee          |             | 279 (-9)  | Glen Arbour Golf Course (Halifax)                | 1 300 000     | 195 000                    |
| Omnium canadien féminin CN                                       |                    |             |           |                                                  |               |                            |
| 2006                                                             | Cristie Kerr       |             | 276 (-12) | London Hunt and Country Club                     | 1 700 000     | 255 000                    |
| 2007                                                             | Lorena Ochoa       |             | 268 (-16) | Royal Mayfair Golf & Country Club (Edmonton)     | 2 250 000     | 337 500                    |
| 2008                                                             | Katherine Hull     |             | 277 (-11) | Ottawa Golf & Hunt Club (Ottawa)                 | 2 250 000     | 337 500                    |
| 2009                                                             | Suzann Pettersen   |             | 269 (-15) | Priddis Greens Golf & Coiuntry Club (Calgary)    | 2 750 000     | 412 500                    |
| 2010                                                             | Michelle Wie       |             | 276 (-12) | St. Charles Country Club (Winnipeg)              | 2 250 000     | 337 500                    |
| 2011                                                             | Brittany Lincicome |             | 275 (-13) | Hillsdale Golf & Country Club                    | 2 250 000     | 337 500                    |
| 2012                                                             | Lydia Ko (a)       |             | 275 (-13) | Vancouver Golf Club, (Coquitlam, BC)             | 2 000 000     | 300 000                    |
| 2013                                                             | Lydia Ko (a)       |             | 265 (-15) | Royal Mayfair Golf Club (Edmonton, AB)           | 2 000 000     | 300 000                    |
| Canadian Pacific Women's Open, Omnium féminin Canadien Pacifique |                    |             |           |                                                  |               |                            |
| 2014                                                             | Ryu So-yeon        |             | 265 (-23) | London Hunt and Country Club (London, ON)        | 2 250 000     | 337 500                    |
| 2015                                                             | Lydia Ko           |             | 276 (-12) | Vancouver Golf Club, (Coquitlam, BC)             | 2 250 000     | 337 500                    |
| 2016                                                             | Ariya Jutanugarn   |             | 265 (-23) | Priddis Greens Golf & Country Club (Calgary, AB) | 2 250 000     | 337 500                    |
| 2017                                                             | Park Sung-hyun     |             | 271 (-13) | Ottawa Hunt and Golf Club (Ottawa, ON)           | 2 250 000     | 337 500                    |

2012-13:  Mlle Ko, jouant en tant qu'amateure, ne peut prétendre à la bourse récompensant la vainqueure. Ce sont les deuxièmes des éditions qu'elle a remporté, respectivement  Inbee Park en 2012 et Karine Icher en 2013, qui reçoivent le prix attribué au vainqueur, soit 300 000 dollars.